# Bandera de Los Angeles
La bandera de Los Angeles, està formada per tres franges dentades de colors verd, groc i vermell amb el segell de la ciutat afegit al centre. La bandera va ser dissenyada per Roy E. Silent i E.S. Jones el 1931, any en què es va adoptar, per al 150è aniversari de la fundació de Los Angeles.

## Disseny i simbolisme
El vermell representa les vinyes, el groc daurat representa els tarongers i el verd simbolitza les oliveres. També simbolitzen la història de la ciutat, amb el groc i el vermell representant Espanya, el primer país que va colonitzar la ciutat i el verd i el vermell representant Mèxic, que es va fer càrrec quan el virregnat de Nova Espanya va aconseguir la independència.
Una rèplica del segell de la ciutat es mostra al centre de la bandera. El segell conté un escut heràldic quartejat que mostra:
- 1r quarter: l'escut menor dels Estats Units d'Amèrica. Un camp d'argent amb sis verguetes de gules; el cap, d'atzur.
- 2n quarter: la bandera de la República de Califòrnia de 1846 que significa la seva història com a part de la República de California des del 1846 fins al 1848.
- 3r quarter: l'escut de Mèxic (1823-1864) simbolitzant el domini mexicà des del 1822 fins al 1846.
- 4t quarter: l'escut menor d'Espanya (1785-1873) simbolitzant el domini espanyol des del 1542 fins al 1821.
- Al voltant de l'escut d'armes hi ha representacions dels tres grans conreus californians: raïm, olives i taronges.
- Encerclant l'escut d'armes hi trobem un rosari de 77 grans que representa el paper que van jugar les missions espanyoles en els primers anys de vida de Los Angeles i els dos lemes "CITY OF LOS ANGELES" i "FOUNDED 1781".[5]

### Colors
La bandera utilitza un total de 9 colors primaris, els tres del camper i els sis restants corresponents al segell.
| Model de color | Verd        | Groc       | Vermell    | Gris        | Porpra     | Blau       | Blanc       | Marró       | Groc      |
| -------------- | ----------- | ---------- | ---------- | ----------- | ---------- | ---------- | ----------- | ----------- | --------- |
| Pantone        | 355 C       | 7549 C     | 1795 C     | 649 C       | 7680 C     | 273 C      | Blanc       | 7504 C      | 3945 C    |
| RGB            | 0,146,63    | 255,187,0  | 213,44,39  | 223,225,229 | 89,47,118  | 50,32,115  | 255,255,255 | 151,129,105 | 243,228,0 |
| CMYK           | 100-0-57-43 | 0-27-100-0 | 0-79-82-17 | 3-2-0-10    | 25-60-0-54 | 57-72-0-55 | 0-0-0-0     | 0-15-30-41  | 0-6-100-5 |
| RAL            | 6024        | 2007       | 3028       | 9003        | 5000       | 5022       | Blanc       | 1035        | 1026      |
| HTML           | #00923F     | #FFBB00    | #D52C27    | #DFE1E5     | #592F76    | #322073    | #FFFFFF     | #978169     | #F3E400   |

## Crítica
La bandera ha evocat reaccions diverses, amb detractors que no els agrada gens el disseny i d'altres que l'elogien. Membres de l'emissora de ràdio LAist/KPCC la van criticar el 2019. I Ted Kaye, autor del llibret Good" Flag, Bad" Flag, l'Associació Vexil·lològica Nord-americana, va descriure la bandera de Los Angeles com una "imatge fallida" que no aconsegueix despertar orgull i unitat a la ciutat. Va criticar l'ús del segell mentre elogiava l'ús de les franges dentades.
La mateixa associació, en una enquesta feta el 2004, la bandera de los Angeles es va situar en el lloc 33 d'entre les 150 banderes de ciutats nord-americanes.

## Història
La bandera, dissenyada per Roy E. Silent i E.S. Jones, va ser presentada a la ciutat en el festival Fiesta de Los Angeles per al 150è aniversari de la fundació de la ciutat. El segell de la bandera es va adoptar oficialment el 27 de març de 1905.
La bandera va rebre un breu protagonisme internacional quan, durant el tancament dels Jocs Olímpics de Moscou de 1980, es va hissar en lloc de la bandera dels Estats Units com a símbol de la propera ciutat amfitriona. La mesura es va fer a petició del govern dels Estats Units, que va demanar al Comitè Olímpic Internacional que no utilitzés la bandera nord-americana perquè els EUA havien boicotejat els Jocs Olímpics de Moscou.
Una bandera de Los Angeles va ser portada a l'espai l'any 1984 per Sally Ride, al transbordador espacial Challenger. Està exposada a l'edifici de l'Ajuntament de Los Angeles.

## Galeria

Bandera de la naviliera Los Angeles Steamship Company (1920–1937)
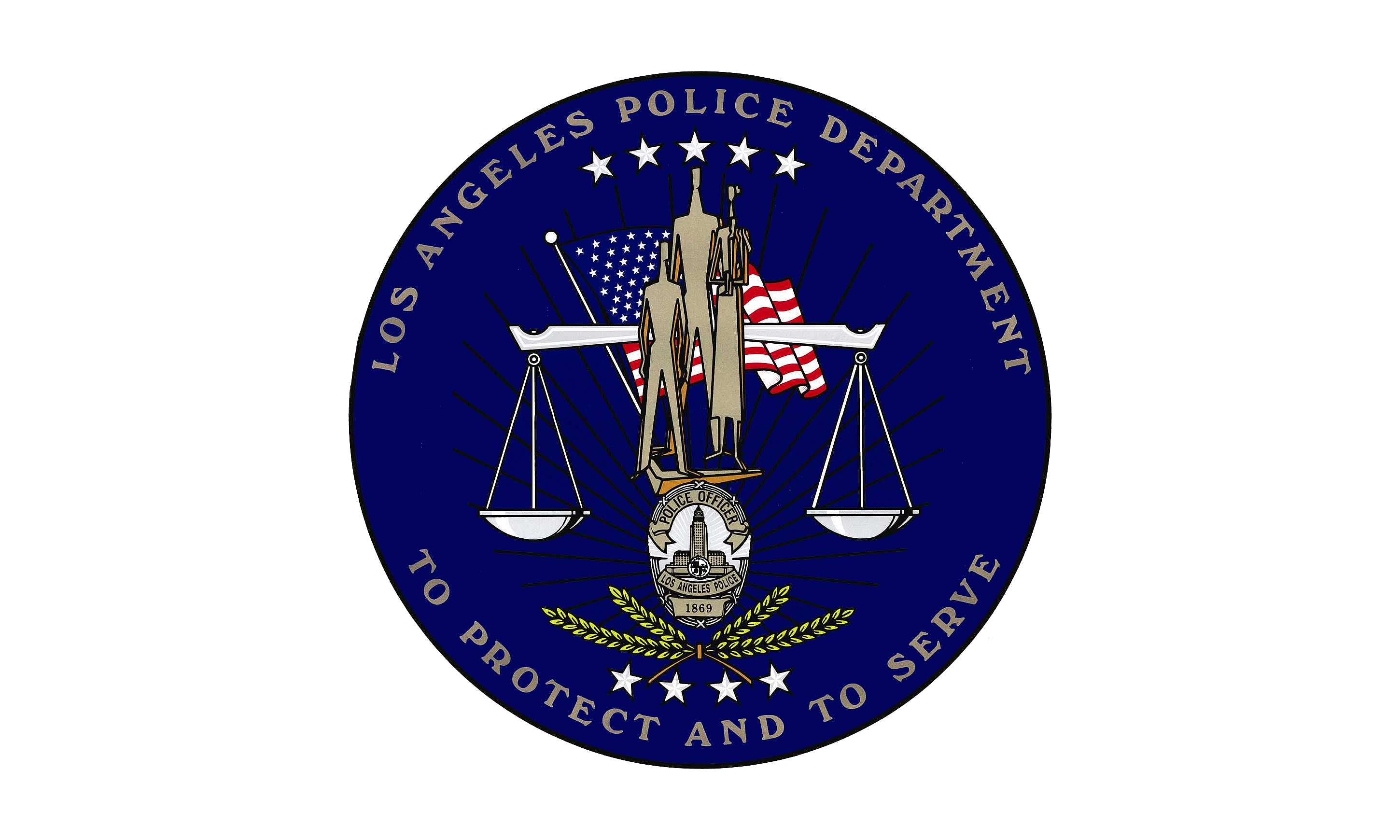
Bandera del Departament de Policia.